# ژیان‌مرغک گونه‌مرمری
ژیان‌مرغک گونه‌مرمری (نام علمی: Phyloscartes ventralis) یک گونه معمولی و کوچک از پرندگان تیرهٔ ژیان‌مرغان است که در آرژانتین، بولیوی، برزیل، پاراگوئه، پرو و اروگوئه یافت می‌شود.